# Britt Sternehäll
Britt Sternehäll, född 1960, är en svensk illustratör och författare. Hon debuterade 1995 med bilderboken Åke & Blåbär i skoaffären. Sedan dess har Sternehäll skrivit och illustrerat ett antal bilder- och faktaböcker, läromedel samt producerat multimedia för barn. Hon har även gjort tidningsillustrationer och reklam. Sternehäll har bland annat samarbetat med författaren Martin Widmark kring bilderböckerna om Rakel.